# Agrias ochracea
Agrias ochracea är en fjärilsart som beskrevs av Rebillard 1961. Agrias ochracea ingår i släktet Agrias och familjen praktfjärilar. Inga underarter finns listade i Catalogue of Life.